# Halowe Mistrzostwa Europy w Lekkoatletyce 1983 – pchnięcie kulą mężczyzn
Pchnięcie kulą mężczyzn – jedna z konkurencji technicznych rozgrywanych podczas halowych lekkoatletycznych mistrzostw Europy w Sportscsarnok w Budapeszcie. Rozegrano od razu finał 5 marca 1983. Zwyciężył reprezentant Związku Radzieckiego Jānis Bojārs. Tytułu zdobytego na poprzednich mistrzostwach nie obronił Vladimir Milić z Jugosławii, który tym razem zajął 5. miejsce.

## Rezultaty

### Finał
Wystąpiło 9 miotaczy.

Opracowano na podstawie materiału źródłowego.
| Miejsce | Zawodnik              | Wynik |
| ------- | --------------------- | ----- |
| 1       | Jānis Bojārs          | 20,56 |
| 2       | Aleksandr Barysznikow | 20,44 |
| 3       | Ivan Ivančić          | 20,26 |
| 4       | Josef Kubeš           | 19,53 |
| 5       | Vladimir Milić        | 19,21 |
| 6       | Erwin Weitzl          | 18,69 |
| 7       | Olli Kanervisto       | 18,53 |
| 8       | Remigius Machura      | 18,47 |
| 9       | Georgi Todorow        | 18,19 |